# Боднар, Василий Миронович
Васи́лий Миро́нович Бо́днар (укр. Васи́ль Миро́нович Бо́днар; род. 20 сентября 1976, Олесино, Тернопольская область) — украинский дипломат. Чрезвычайный и полномочный посол Украины в Польше с 25 октября 2024 года. Чрезвычайный и полномочный посол Украины в Турции (2021—2024). Заместитель министра иностранных дел Украины (2017—2021).

## Биография
Родился 20 сентября 1976 года в селе Олесино, Тернопольской области.

### Образование
- В 1998 году окончил факультет международных отношений Львовского национального университета имени Ивана Франко[1].
- В 1999 году прошёл стажировку в Нидерландском институте международных отношений «Клингендаль», по направлению евроинтеграции[1].
- В 2003 году окончил юридический факультет университета во Львове[1].

Владеет несколькими иностранными языками, включая английский, русский и польский.

## Карьера
- В 1998—2000 годах — атташе, третий секретарь отдела Балканских стран МИДа Украины[1].
- В 2000—2004 годах — третий, второй секретарь Посольства Украины в России[1].
- В 2004—2006 годах — работа в ведомственных отделах Турции и Южного Кавказа МИД Украины[1].
- С июня 2006[2] по 2010 год — первый секретарь, советник Посольства Украины в Польше[1].
- В 2010—2012 годах — заместитель директора Третьего территориального департамента — Начальник Управления стран Центральной и Северной Европы Министерства иностранных дел Украины[1].
- В 2013—2015 годах — советник-посланник Посольства Украины в Турции[1].
- С мая 2015 по 2017 год — генеральный консул Украины в Турции[1].
- С 11 марта 2016 по 27 июля 2017 года — представитель Украины при Организации черноморского экономического сотрудничества[3][4].
- С 22 ноября 2017 по 29 сентября 2021 года — заместитель министра иностранных дел Украины[5][6].
- С 30 июля 2021 по 25 октября 2024 года — чрезвычайный и полномочный посол Украины в Турецкой Республике[7][8].
- С 25 октября 2024 года — чрезвычайный и полномочный посол Украины в Республики Польша[9].

## Личная жизнь
Женат, имеет троих детей.

## Награды
- Кавалер ордена Заслуг перед Республикой Польша (2021)[10].